# Linea Einaudi
La cosiddetta linea Einaudi consisteva in una serie di provvedimenti deflattivi presi tra il 1947 e 1948 dall'allora ministro dell'economia e delle finanze,  precedentemente anche governatore della Banca d'Italia Luigi Einaudi.
Uno dei problemi prioritari dell'Italia appena terminata la guerra era quello di frenare l'indice inflattivo che colpiva la lira. A tale proposito, prima della formazione del governo De Gasperi, si pronunciarono le sinistre, le quali proposero due provvedimenti: il primo consisteva nel cambiare la moneta con una nuova (provvedimento che fu scelto con successo da molti paesi europei), e il secondo consisteva nell'introdurre una tassa che colpisse i redditi più alti. Ma queste proposte vennero bocciate dagli altri partiti, che giudicavano negativamente l'attuazione tali manovre e che erano un pretesto per estromettere già dall'inizio le sinistre dai futuri governi.
Dopo la creazione del governo De Gasperi, il Ministro dell'Economia, delle Finanze e del Tesoro (allora erano riuniti tutti in un unico ministero) propose tre manovre utili a bloccare l'inflazione in Italia: la prima consisteva nell'aumentare le riserve obbligatorie (seguendo quindi i principi della legge bancaria del 1936); in questo modo infatti si sottrae liquidità al sistema, svolgendo quindi una manovra deflazionistica; la seconda consisteva nell'aumentare il tasso ufficiale di sconto, e aumentando quindi il costo del denaro, che passava (dopo questa manovra) dal 4% al 5,5%; la terza consisteva nello stabilizzare il cambio estero lira-dollaro, attraverso il superamento del sistema dei cambi multipli introdotto nel 1946, ma subito abbandonato. Col sistema dei cambi multipli, infatti, vi era un mercato a tassi ufficiali di cambio, stabiliti dall'UIC (Ufficio Italiano Cambi), e un mercato libero, in cui il tasso di cambio era deciso dall'incontro tra la domanda e l'offerta. Sul mercato ufficiale 1 dollaro veniva cambiato con 225 lire; sul mercato libero, invece, un dollaro veniva cambiato sino anche a 1000 lire. La Lira risultava molto svalutata perché naturalmente la maggior parte delle transazioni avvenivano nel mercato libero. 